# ウズベキスタン共和国中央銀行
ウズベキスタン共和国中央銀行 (ウズベキスタンきょうわこくちゅうおうぎんこう、英語: The Central Bank of the Republic of Uzbekistan、ウズベク語: O'zbekiston Respublikasi Markaziy banki / Ўзбекистон Республикаси Марказий Банки、ロシア語: Центральный банк Республики Узбекистан、通称：ウズベキスタン中央銀行) はウズベキスタンの中央銀行である。

## 概要
ウズベキスタン中央銀行は国内の金融システムを管理する役割を果たしている。与えられた業務を行うため、中央銀行の取締役会によって承認されたルールに基づいて支部の開設や適切なサービスを行なっている。 
中央銀行の構造と運用方法はウズベキスタン銀行法により定められている。ウズベキスタン中央銀行の最高責任者は中央銀行取締役会である。この取締役会は11人の役員からなり、取締役会長が中央銀行の会長となり銀行の最終意思を決定する。取締役会は金融政策の基本姿勢や銀行システム開発の調整、決定などの大きな権限を持っている。

## 国際金融組織との関係
世界市場において、ウズベキスタン共和国とウズベキスタン中央銀行は同一視される。ウズベキスタン中央銀行は以下の組織と相互協力関係にある。
- 国際通貨基金 (IMF)
- 世界銀行
- 欧州復興開発銀行
- アジア開発銀行

国際的な協力関係により、ウズベキスタン中央銀行は為替による現金化、国際収支統計の維持、民間企業の資金調達、制度に基づく会社更生の際の融資など様々な業務を行なっている。
IMF代表を含む特別な作業部会があり、そこでは為替市場の一層の自由化を行うための作業が行われている。この作業部会の基本的な業務は自由化実施の際の条件の設定と現在の国際業務におけるスムの兌換性維持のための戦略の開発である。
国際金融機関との連携の結果、様々な経済研究所や世界の大規模銀行との共同プロジェクト実現に向けた新たな展望が見られる。

## 他国の中央銀行との関係
ウズベキスタン中央銀行は他国の中央銀行と良好な関係を保っている。実務上の交流の他に、ウズベキスタン中央銀行は各国特派員から専門家育成やその仕事に関する訓練に関して支援を受けている。特に支援を受けている銀行は以下の銀行である。
- ドイツ銀行
- ドイツ連邦銀行
- UBS、クレディ・スイス (スイス)
- イングランド銀行
- フランス銀行
- インド銀行

他、世界中の様々な銀行から支援を受けている。

## 為替政策
ソビエト連邦時代の計画経済から市場経済への転換期における転換の主な目的は国内経済の安定と構造変化であった。究極的な目的は経済成長、完全雇用、物価安定に関する改善と国際収支統計の持続的発展である。
ソビエト連邦から独立後、ウズベキスタンはインフレーションの過程を克服するためのマクロ経済改革の実現と、金融システムを最適化するためにおこなうことになる製造業比率の低減に関する問題に直面している。

## 機能
ウズベキスタン中央銀行は国立銀行であり準備銀行である。ウズベキスタン中央銀行はウズベキスタン共和国憲法により承認されている。ウズベキスタン中央銀行は政府と銀行間の協定に基づいて他国の国立銀行や中央銀行と取引を行なっている。ウズベキスタン中央銀行は14の地域に支部が置かれ、各地方で運営を行なっている。
ウズベキスタン中央銀行は国際金融機関の寄託機関である。中央銀行はウズベキスタン政府に対し責任を負っており、同時に独立した存在である。
ウズベキスタン中央銀行の主な役割は国内の金融に関して国家の経済政策に基づいた開発、発展を行うことである。
通貨の循環の安定性維持や外貨準備金の維持などの仕事は歳出・歳入の管理、貨幣供給量の調節をもって行われている。ウズベキスタン中央銀行は通貨の循環を予測・監督する役割を果たしている。

## 貨幣コレクション
通貨供給運営の一環として、ウズベキスタン中央銀行は過去2,500年にウズベキスタン領内で使用されてきた貨幣コレクションを発表した。ウズベキスタン中央銀行はこのコレクションに関して、"量よりも質において世界の有名な貨幣コレクションと競争しうる、価値のある古代の通貨コレクションを作った"と述べている (National Bank, 2010: 10)。収集された合計400の外貨は4巻に分けて発行され (1997, 2000, 2000, 2001)、中央アジア全体の歴史上の通貨を網羅しつつも、中世のイスラム教による統治が行われていた時代により焦点を合わせたものとなっている。

## 参考資料
- National Bank of Uzbekistan (1997/2000/2000), Catalogue of Antique and Medieval Coins of Central Asia, 3 Vols. Tashkent
- National Bank of Uzbekistan (2001), Coins from the Collection of the National Bank of Uzbekistan Anniversary Edition, Tashkent